# Graphephorum
Graphephorum es un género de plantas herbáceas de la familia de las poáceas. Es originario de Norteamérica y el Caribe.
Algunos editores lo incluyen en el género Trisetum.

## Especies
| - Graphephorum altijugum - Graphephorum arundinaceum - Graphephorum brandegei - Graphephorum cooleyi - Graphephorum densiflorum - Graphephorum elliottii - Graphephorum festucaceum - Graphephorum fischeri - Graphephorum flexuosum | - Graphephorum fulvum - Graphephorum melicoides - Graphephorum melicoideum - Graphephorum muticum - Graphephorum nipponicum - Graphephorum pendulinum - Graphephorum pringlei - Graphephorum psilosanthum - Graphephorum shearii - Graphephorum wolfii |